# Септимия (дъщеря на Септимий Бас)
Вижте пояснителната страница за други личности с името Септимия.
Септимия (на латински: Septimia; * 305 г.) е знатна благородничка от Древен Рим.

## Биография
Произлиза от фамилията Септимии. Дъщеря е на Септимий Бас (praefectus urbi на Рим 317 – 319 г.). Баща ѝ е син на Помпония Баса (дъщеря на Помпоний Бас от Писидия, консул 259 г.) и на Луций Септимий Север, който е правнук на Гай Септимий Север Апер (консул 207 г.) от Лептис Магна. По бащина линия Септимия е правнучка на Помпония Гратидия и Помпоний Бас (консул 259 и 271 г.), който е син на Помпоний Бас (консул 211 г.) и Ания Фаустина, която е правнучка на Марк Аврелий и Фаустина Млада. Прапрабаба ѝ Ания Фаустина става римска императрица и трета съпруга на император Елагабал.
Септимия се омъжва за Луций Валерий Максим Василий (консул 327 г., преториански префект). Tя му ражда син Луций Валерий Септимий Бас (328 – 379/383 г., praefectus urbi 379 – 383 г.), който се жени за Аделфия и има син Валерий Аделфий Бас (vir consularis и consul. Venet. 383 или 392 г.). Съпругът ѝ се жени втори път за Вулкация (* 307 г.) и има с нея син Валерий Максим Василий и дъщеря Валерия (* 335),